# Кизима, Андрей Иванович
Андрей Иванович Кизима (1918—1994) — лётчик-штурмовик, полковник Советской Армии, участник Великой Отечественной войны, Герой Советского Союза (1945).

## Биография
Андрей Кизима родился 22 августа 1918 года в селе Руновщина (ныне — Зачепиловский район Харьковской области Украины). После окончания двух курсов Харьковского авиационного техникума работал токарем на турбогенераторном электромеханическом заводе. Окончил аэроклуб. В декабре 1939 года Кизима был призван на службу в Рабоче-крестьянскую Красную Армию. Участвовал в советско-финской войне. В 1942 году Кизима окончил Ульяновскую военную авиационную школу пилотов, после чего остался в ней лётчиком-инструктором. С февраля 1943 года — на фронтах Великой Отечественной войны. Участвовал в прорыве и окончательной снятии блокады Ленинграда, освобождении Прибалтики, боях в Восточной Пруссии. Три раза был ранен.
К ноябрю 1944 года старший лейтенант Андрей Кизима командовал эскадрильей 943-го штурмового авиаполка 277-й штурмовой авиадивизии 1-й воздушной армии 3-го Белорусского фронта. К тому времени он совершил 131 боевой вылет на штурмовку скоплений боевой техники и живой силы противника, нанеся тому большие потери. В воздушных боях Кизима сбил два немецких самолёта.
Указом Президиума Верховного Совета СССР от 19 апреля 1945 года за «образцовое выполнение заданий командования и проявленные при этом мужество и героизм» старший лейтенант Андрей Кизима был удостоен высокого звания Героя Советского Союза с вручением ордена Ленина и медали «Золотая Звезда» за номером 7266.
После окончания войны Кизима продолжил службу в Советской Армии. В 1953 году он окончил курсы усовершенствования штурманов в Краснодаре. В 1965 году в звании полковника Кизима был уволен в запас. Проживал в Ленинграде, работал старшим инженером в НИИ. Скончался 16 апреля 1994 года, похоронен на Северном кладбище Санкт-Петербурга.

Могила Кизимы на Северном кладбище Санкт-Петербурга.

## Награды
Был также награждён двумя орденами Красного Знамени, орденом Суворова 3-й степени, двумя орденами Отечественной войны 1-й степени, двумя орденами Красной Звезды, рядом медалей.

## Память
9 мая 2015 года на Западном бульваре Ульяновска открыта памятная доска, посвященная выпускникам Школы, где вписана фамилия Кизима.